# Fontscalents
Fontscalents és un indret situat al terme municipal de Castellar del Vallès. Aquest es localitza on el torrent del Ginebre es troba amb el Riu Ripoll, aproximadament en el kilòmetre 8,5 de la carretera B124 que uneix Sant Llorenç de Savall amb Castellar del Vallès.
Aquest indret ha estat tradicionalment lligat a una mena de ferro que ja surt esmentada l'any 945, en un document en que el Bisbe de Barcelona, Guilarà consagra el Monestir de Sant Pere de les Puel·les de Barcelona a petició del comte Sunyer I de Barcelona i la seva muller Riquilda de Tolosa. Aquesta mena de ferro servia per assegurar, en bona part, el proveïment de metalls als menestrals barcelonins. El matrimoni aporten com a dotació diverses possessions al Vallès, entre elles la mina de ferro de Fontscalents.
D'altra banda just al davant de l'indret de Fontscalents, trobem el jaciment Ibèric de la Malesa. En aquest el jaciment s'han documentat diverses restes d'escòria de ferro. Aquest fet ha dut diferents autors a interpretar que durant el període ibèric, l'assentament de la Malesa formaria un nucli dedicat principalment a tasques agropecuàries i metal·lúrgiques, ja que les troballes d'escòries de ferro en el jaciment així ho indicarien. Tanmateix proposen la procedència d'aquest metall de l'única mena de ferro coneguda a la zona i situada a pocs metres del jaciment, la mena de Fontscalents.
La toponímia de la zona propera a Fontscalents, també ens aporta dades sobre l'existència de ferro. Noms com La farga o el Molí de la Farga d'aram així ho indicarien. D'altra banda el 1215 un document de donació esmenta l'alou de les cases de les Fàbregues, nom que etimològicament prové del llatí fabrica. Aquest nucli es relaciona amb l'activitat industrial, com el Molí de Fontscalents i una ferreria, relacionada amb una mina de ferro.
A part de l'existència de ferro, l'indret, situat al marge dret del Ripoll, un dels rius més importants del Vallès, propicià una tradició d'explotació de la força hidràulica: amb infraestructures com rescloses, séquies, com la séquia medieval Monar, i molins: fariners, bataners, paperers, fargues, etc. Per exemple, Joan Baptista Galí el 1792 adquirí una peça de terra per construir un molí bataner a Fontscalents. El 1796 aquest molí ja era en construcció.
Durant la segona meitat del s. XIX, en el Molí de Fontscalents s'hi fa activitat paperera, cotonera i llanera.
La fàbrica i molí de Fontscalents actualment se la coneix com La Pelleria, propietat de la família Clols que l'adquirí després de la guerra civil.